# Louis B. Rosenberg
Pour les articles homonymes, voir Rosenberg.
Louis Barry Rosenberg (né en 1969) est un ingénieur, chercheur, inventeur et entrepreneur américain. Il mène des recherches sur la réalité augmentée, la réalité virtuelle et l'intelligence artificielle. Il a été professeur titulaire de la chaire Cotchett de technologie éducative à l'université d'État polytechnique de Californie, à San Luis Obispo. Il a fondé Immersion Corporation et Unanimous A.I., et a écrit le scénario de la comédie romantique Lab Rats (2009).
En tant que chercheur, Rosenberg est connu pour avoir développé l'intelligence artificielle en essaim afin d'amplifier l'intelligence collective des groupes humains en réseau (2014-2023),,, pour avoir développé la souris informatique haptique et l'interface graphique (1993-1999), et pour avoir développé la réalité augmentée au sein de l'Air Force Research Laboratory (1991-1994),,,,.

## Jeunesse et famille
Louis Rosenberg est né en 1969.
Ses parents lui ont acheté son premier ordinateur en 1980 et il a commencé à écrire des programmes. Il a déclaré : "Si je me trompais dans l'orthographe, il m'indiquait une erreur de syntaxe et me laissait réessayer... c'est une fonction utile pour quelqu'un qui est dyslexique".
Rosenberg est titulaire d'une licence (1991), d'une maîtrise (1993) et d'un doctorat (1994) en génie mécanique de l'université Stanford. Sa fille, Zoe Rosenberg, est une militante des droits des animaux.

## Carrière

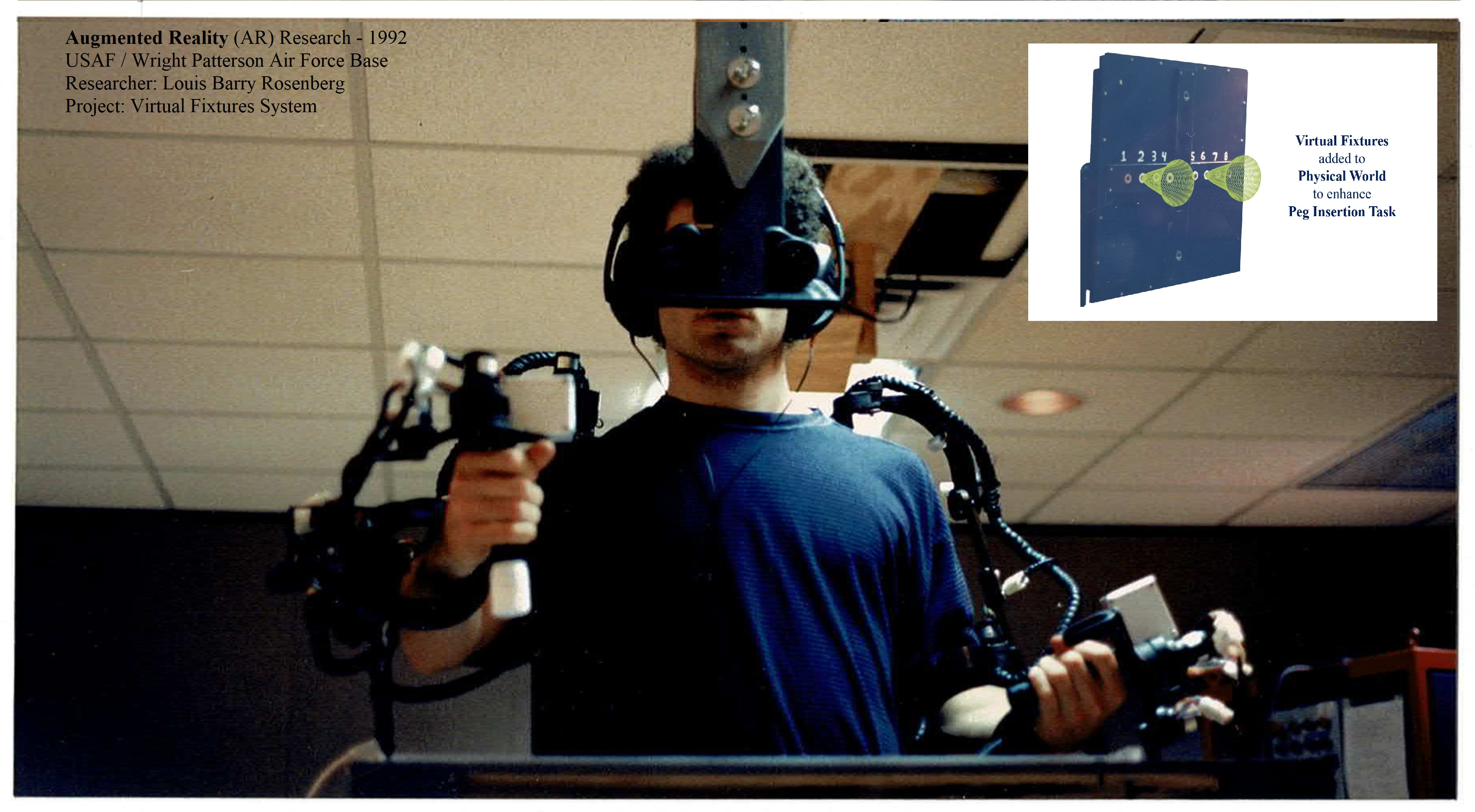
Dr. Louis Barry Rosenberg sur la base aérienne Wright-Patterson en 1992, testant le premier système fonctionnel de réalité augmentée capable de générer une réalité mixte interactive d'objets réels et virtuels (Virtual Fixtures system).

De 1991 à 1994, Rosenberg a été chercheur en réalité virtuelle et augmentée à l'université Stanford, au centre de recherche Ames de la NASA, et à l'Air Force Research Laboratory (anciennement Armstrong Laboratory),.
En 1993, Rosenberg a fondé Immersion Corporation, dont il a été le PDG jusqu'en 2000,.
En 1999, Logitech a mis sur le marché la première souris d'ordinateur haptique utilisant la technologie FEELit qu'il a développée avec d'autres chercheurs d'Immersion Corporation,,. En tant que PDG, il a introduit la société en bourse sur le NASDAQ en 1999 et elle est toujours cotée en bourse aujourd'hui sous le nom de "IMMR" et fait partie de l'indice Russell 2000,,.
En 2002, Rosenberg a fondé Outland Research, une société qui a développé la technologie de la réalité augmentée.
En 2005, Rosenberg a rejoint la faculté de l'université d'État polytechnique de Californie, San Luis Obispo (Cal Poly), en tant que professeur assistant.Par la suite, il est devenu titulaire de la chaire Cotchett de technologie éducative à Cal Poly,,.
En 2014, Rosenberg a fondé Unanimous A.I. sur la base d'une nouvelle technologie connue sous le nom d'intelligence artificielle en essaim (Artificial Swarm Intelligence), qui est basée sur les capacités de prise de décision des essaims biologiques et qui est utilisée pour améliorer l'intelligence collective des groupes humains en réseau,,.
Ces dernières années, Rosenberg a vivement critiqué les risques potentiels que la réalité virtuelle, la réalité augmentée et l'intelligence artificielle font peser sur la société,. En tant qu'auteur, il a écrit sur ces technologies pour VentureBeat et Big Think.

## Recherche
En 2014, Rosenberg a entamé des recherches dans un sous-domaine relativement nouveau de l'IA, aujourd'hui connu sous le nom d'intelligence artificielle en essaim (IA en essaim), qui vise à amplifier l'intelligence des groupes humains à l'aide d'algorithmes d'IA modelés sur les essaims biologiques,,,,. En 2014, il a fondé Unanimous A.I., une société d'intelligence artificielle,. Il en est le PDG depuis la création de l'entreprise.
Rosenberg a mené les premières recherches sur la réalité virtuelle et augmentée au centre de recherche Ames de la NASA et au laboratoire de recherche de l'armée de l'air, en développant la plateforme Virtual Fixtures, l'un des premiers prototypes de systèmes de réalité augmentée permettant à des sujets humains d'interagir avec une réalité mixte composée d'objets réels et virtuels,,,.
De 2018 à 2020, Rosenberg a collaboré avec des chercheurs de l'École de médecine de l'université Stanford à une étude financée par la National Science Foundation menée sur des groupes de radiologues, qui a été publiée dans Nature Digital Medicine sur le thème "Human-machine partnership with artificial intelligence for chest radiograph diagnosis", en lien avec la symbiose entre les experts humains et les algorithmes d'apprentissage en profondeur de l'IA,,,. Avec l'aide de chercheurs du Massachusetts Institute of Technology (MIT), il a étudié les applications de l'IA en essaim afin de créer des "esprits de ruche" d'analystes financiers pour les marchés boursiers,.
Les recherches de Rosenberg ont porté sur l'utilisation d'algorithmes d'intelligence artificielle inspirés des essaims biologiques pour faciliter la prise de décision en groupe dans divers domaines, notamment la prévision, l'estimation et le diagnostic,,.

## Écriture
Rosenberg a étudié l'écriture de scénarios à l'UCLA School of Theater, Film and Television. En 2009, il a écrit le scénario du court métrage de comédie romantique Lab Rats, réalisé par Sam Washington. Ce court métrage a été primé au festival international du film de Moondance et au festival du film de Ventura. Il a également écrit un scénario de long métrage intitulé The Manuscript en collaboration avec un autre écrivain, Joe Rosenbaum, qui a été vendu en 2018 pour être adapté à l'écran,.

## Publications sélectionnées
- Rosenberg, L.B. (1993). "Virtual fixtures: Perceptual tools for telerobotic manipulation". Actes du symposium international annuel de l'IEEE sur la réalité virtuelle. Seattle, WA, USA : IEEE. pp. 76-82. doi:10.1109/VRAIS.1993.380795.  (ISBN 978-0-7803-1363-7). S2CID 9856738.
- Bernie G. Jackson et Louis B. Rosenberg, « Force Feedback and Medical Simulation », Interactive Technology and the New Paradigm for Healthcare,‎ 1995, p. 147–151 (DOI 10.3233/978-1-60750-862-5-147)
- Lynn Metcalf, David A. Askay et Louis B. Rosenberg, « Keeping Humans in the Loop: Pooling Knowledge through Artificial Swarm Intelligence to Improve Business Decision Making », California Management Review, vol. 61, no 4,‎ août 2019, p. 84–109 (ISSN 0008-1256, DOI 10.1177/0008125619862256, lire en ligne)